# Bando dei sacchetti in plastica
Un divieto o una tassa sui sacchetti in plastica è una legge che limita l'uso di sacchetti di plastica leggeri nei punti vendita. All'inizio del XXI secolo, c'è stata una tendenza globale verso l'eliminazione graduale dei sacchetti di plastica leggera. Borse per la spesa in plastica monouso, comunemente realizzate in polietilene a bassa densità, sono state tradizionalmente date gratuitamente ai clienti dai negozi al momento dell'acquisto di merci: le borse sono state a lungo considerate un modo conveniente, economico e igienico per trasportare oggetti. I problemi associati ai sacchetti di plastica includono l'uso di risorse non rinnovabili (come petrolio greggio, gas e carbone), difficoltà durante lo smaltimento e impatti ambientali. In concomitanza con la riduzione dei sacchetti di plastica leggera, i negozi hanno introdotto borse per la spesa riutilizzabili.

## Problemi

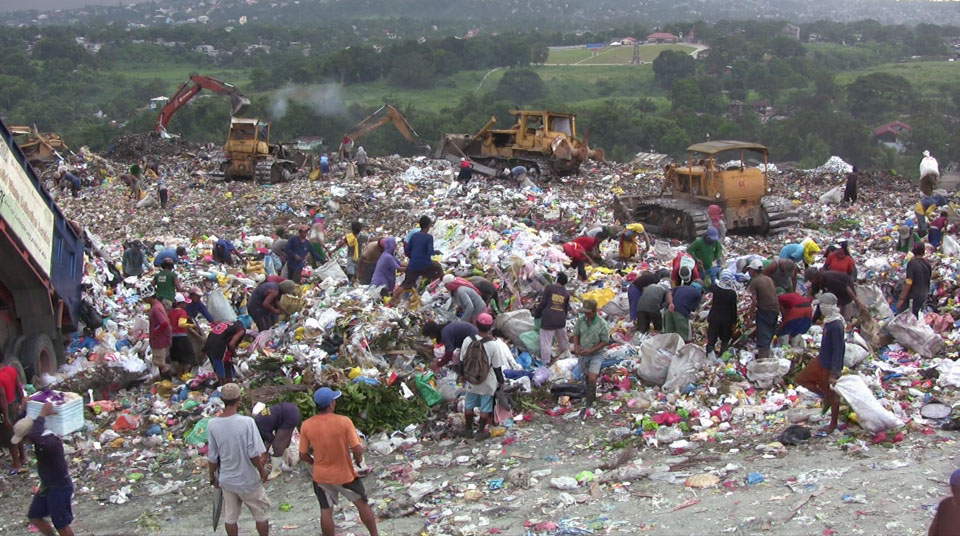
Rifiuti di plastica nelle Filippine

I sacchetti sono tra le principali fonti di inquinamento da plastica.

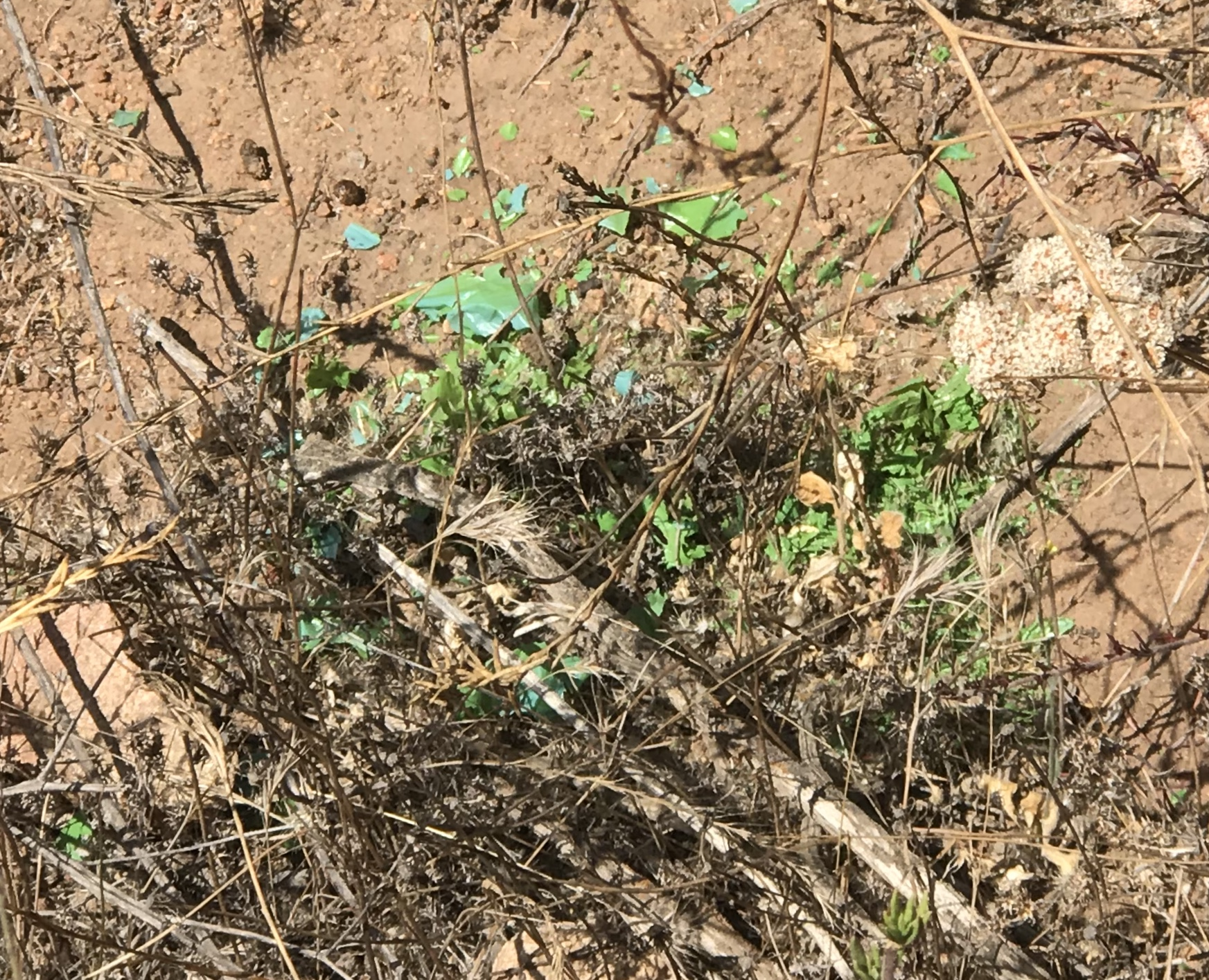
Sacchetto di plastica fotodegradato su un al sentiero escursionistico.

Anche se smaltiti correttamente, i sacchetti in plastica impiegano molti anni per decomporsi e degradarsi, generando grandi quantità di rifiuti per lunghi periodi di tempo. I sacchetti scartati in modo improprio hanno inoltre inquinato corsi d’acqua, intasato fognature e sono stati dispersi negli oceani, danneggiando gli habitat marini. Ogni anno enormi volumi di rifiuti di plastica finiscono negli oceani, mettendo a rischio le specie marine ed entrando nella la catena alimentare. Diverse specie microbiche colonizzano le particelle di plastica aumentandone la nocività, e le particelle di plastica spinte dalle correnti formano accumuli di spazzatura in varie parti degli oceani, come ad esempio il Pacific Trash Vortex o essere portate a riva in tutto il mondo. L’ONU stima che entro il 2050 negli oceani ci sarà più plastica che pesci, a meno che i paesi non adottino misure urgenti per promuovere la produzione, l’uso e la gestione efficiente dei rifiuti della plastica durante tutto il loro ciclo di vita.
È stato scoperto che i sacchetti di plastica contribuiscono al riscaldamento globale. Dopo lo smaltimento, se esposta alla luce solare costante, la loro superficie produce quantità significative di due gas serra: metano ed etilene. Inoltre, grazie alle sue proprietà di bassa densità ed elevata ramificazione, il polietilene si rompe più facilmente nel tempo rispetto ad altre plastiche, determinando aree superficiali esposte più elevate e un rilascio accelerato di gas. La produzione di questi gas aumenta esponenzialmente in funzione di area superficiale e tempo. Al termine di un'incubazione di 212 giorni, sono state registrate emissioni pari a 5,8 nmol g-1 d-1 di metano, 14,5 nmol g-1 d-1 di etilene, 3,9 nmol g-1 d-1 di etano e 9,7 nmol g-1 d-1 di propilene.
I due tipi principali di danni diretti alla fauna selvatica sono l’impigliamento e l’ingestione. I sacchetti di plastica vengono spesso ingeriti da animali che non riescono a distinguerli dal cibo. Di conseguenza, intasano il loro intestino provocandone la morte per fame. I sacchetti di plastica possono bloccare gli scarichi, intrappolare gli uccelli e uccidere il bestiame. Il WWF ha stimato che oltre 100 000 balene, foche e tartarughe muoiono ogni anno perché mangiano o rimangono intrappolate nei sacchetti di plastica. In India, si stima che 20 mucche muoiano al giorno a causa dell’ingestione di sacchetti di plastica e dell’ostruzione del loro sistema digestivo a causa dei sacchetti. È anche molto comune in tutta l'Africa avere fogne e sistemi di drenaggio intasati da sacchetti che causano gravi casi di malaria a causa della prolificazione di zanzare che vivono nelle fogne allagate. Il termine “inquinamento bianco” è stato coniato in Cina per descrivere gli effetti locali e globali dei sacchetti di plastica abbandonati sull’ambiente.
Anche quando i sacchetti di plastica leggeri vengono spinti tra le vegetazione dal vento, possono essere scambiati per cibo dagli animali. Inoltre, gli additivi tossici contenuti nei sacchetti, inclusi ritardanti di fiamma, antimicrobici e plastificanti, vengono rilasciati nell’ambiente. Molte di queste tossine influenzano direttamente il sistema endocrino degli organismi.  La ricerca mostra che in media un sacchetto di plastica continua ad inquinare per circa 20 anni.

## Metodi
I due metodi più diffusi nel mondo per eliminare gradualmente i sacchetti di plastica leggera sono l'applicazione di tasse e i divieti di vendita. Il primo metodo ha l vantaggi di creare una nuova fonte pubblica di entrate e di tutelare la libertà di scelta del consumatore.
Il riciclo dei sacchetti di plastica potrebbe essere un altro metodo di eliminazione graduale. Tuttavia, solo il 5% dei sacchetti di plastica arriva agli impianti di riciclaggio. Anche quando i sacchetti vengono portati negli impianti di riciclaggio, spesso volano fuori dai bidoni o dai camion e finiscono come rifiuti nelle strade. Un altro problema con il riciclo è che i sacchetti possono essere prodotti con tipi di plastica diversi ma esteticamente simili come ad esempio le bioplastiche. Mix di plastiche tra loro incompatibili possono compromettere i processi di riciclo e causare danni ai macchinari.

## Impatto

Confronti tra i diversi sacchetti della spesa e il loro impatto ambientale

Confronti tra i diversi tipi di sacchetti della spesa e le loro emissioni di gas serra

Secondo uno studio del 2018 pubblicato sull'American Economic Journal: Economic Policy, una tassa di cinque centesimi sulle borse usa e getta ha ridotto l’utilizzo delle borse usa e getta del 40%. Secondo una revisione del 2019 degli studi esistenti, i prelievi e le tasse hanno portato a una riduzione dell’utilizzo del 66% in Danimarca, di oltre il 90% in Irlanda, tra il 74 e il 90% in Sudafrica, Belgio, Hong Kong, Washington DC, Santa Barbara, nel Regno Unito e in Portogallo e di circa il 50% in Botswana e Cina.
Uno studio del 2019 pubblicato sul Journal of Environmental Economics and Management ha rilevato che l'attuazione del bando degli shopper in California ha portato a una riduzione di 40 milioni di libbre di plastica, ma che i californiani hanno comunque acquistato 12 milioni di libbre di sacchetti in plastica per lo smaltimento dei rifiuti. Lo studio ha dimostrato che prima dell’introduzione del divieto tra il 12% e il 22% dei sacchetti di plastica da asporto venivano riutilizzati come sacchetti della spazzatura.

## Critiche
A seguito delle limitazioni sui sacchetti di plastica può crearsi un mercato nero degli stessi. Gli studi dimostrano che il divieto dei sacchetti di plastica può allontanare le persone dall’uso di sacchetti di plastica sottili, ma può anche aumentare l’uso di sacchetti di carta monouso non regolamentati o di sacchetti di plastica più spessi non regolamentati nelle aree in cui questi vengono forniti gratuitamente. Inoltre, i divieti possono portare ad aumenti significativi delle vendite di sacchi della spazzatura perché le persone non possono più riutilizzare i loro vecchi sacchetti della spesa per questo scopo.
La produzione di alcuni sacchetti non di plastica (ad esempio carta o cotone) e di sacchetti di plastica riutilizzabili con alti spessori può produrre più emissioni di gas serra rispetto ai tradizionali sacchi leggeri. Le alternative ai sacchetti di plastica dovrebbero essere riutilizzate più di cento volte per renderle più rispettose dell’ambiente rispetto ai sacchetti di plastica. Sono inoltre considerati meno igienici della plastica perché possono portare germi dall'esterno del negozio a superfici ad alto volume di contatto come carrelli e banchi delle casse.

## Legislazione nel mondo

Eliminazione graduale dei sacchetti di plastica leggeri negli Stati Uniti (leggi in GU, ME, NY, VT sono approvate ma non in vigore ma non ancora mostrate sulla mappa)
Bando
Tassazione
Legislazioni locali
Nessuna restrizione legale

Bando
     Tassazione
     Legislazioni locali
     Nessuna restrizione legale

### Africa

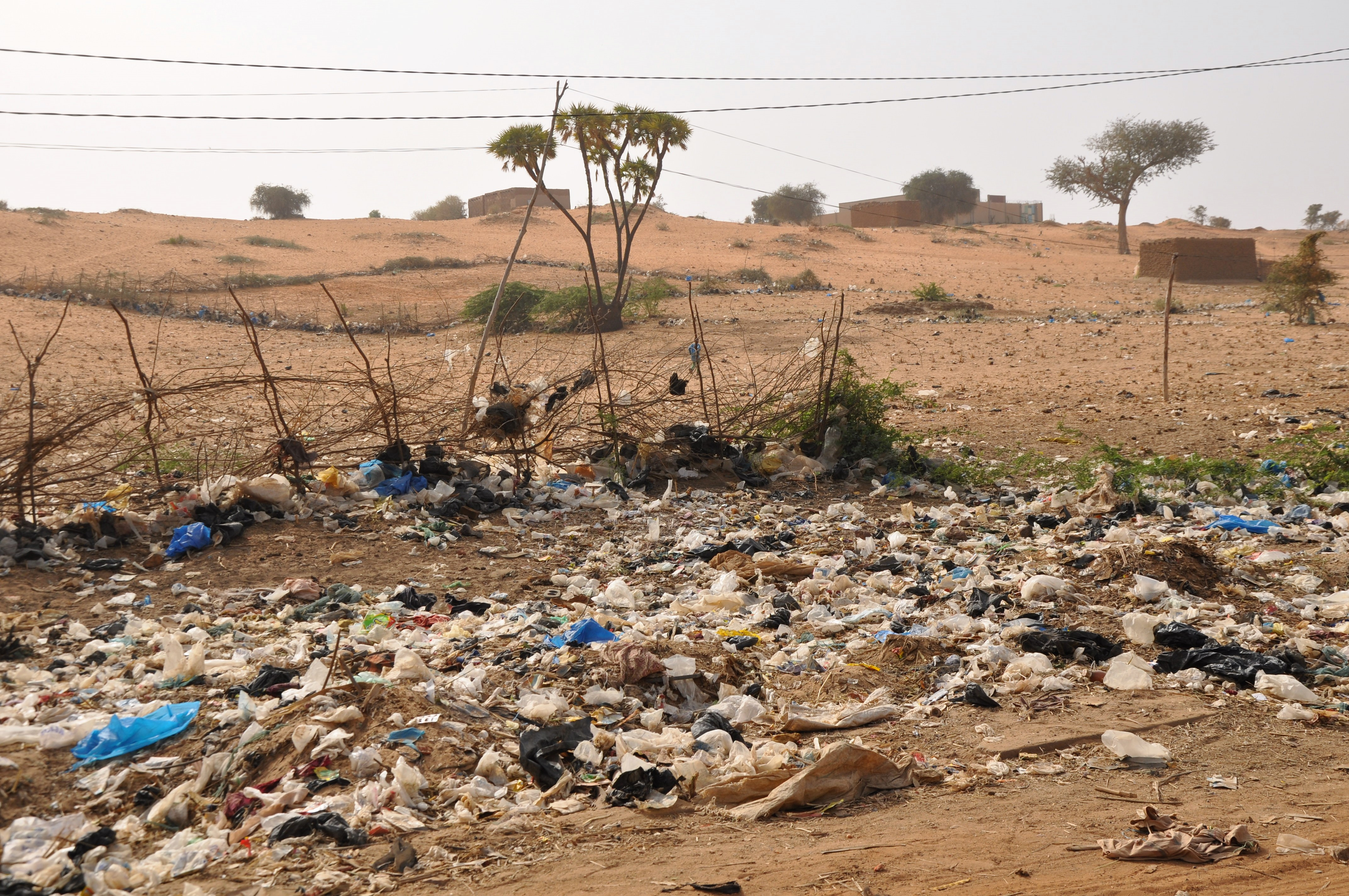
Rifiuti di plastica a Karey Gorou, Niger

#### Kenia
Il Kenya ha introdotto le prime limitazioni ai sacchetti di plastica nel 2007 e nel 2011 come misura per proteggere l'ambiente. Il divieto del 2007 e del 2011 contro la plastica inferiore a 30 micron fallì dopo che produttori e punti vendita al dettaglio minacciarono di trasferire sui consumatori i costi dell’utilizzo di altri materiali. Nel 2017 il segretario di gabinetto per l'Ambiente e le risorse naturali, la professoressa Judy Wakhungu, ha vietato l'uso, la produzione e l'importazione di tutti i sacchetti di plastica utilizzati per imballaggi commerciali e domestici con l'avviso numero 2356 della Gazzetta ufficiale. Il 28 agosto 2017 tale divieto nazionale è diventato effettivo. I sacchetti per l’imballaggio primario, per uso ospedalieri e per i rifiuti sono stati esentati dal divieto. La legislazione keniana è una delle più severe al mondo, con multe fino a 40 000 dollari o quattro anni di prigione.
Il 5 giugno 2020 è inoltre entrato in vigore il divieto di uso di plastica monouso plastica nei parchi nazionali, nelle spiagge, nelle foreste e nelle aree protette.

#### Nigeria
Nel maggio 2019, la Camera dei rappresentanti della Nigeria ha approvato il divieto di produzione, importazione e utilizzo di sacchetti di plastica nel paese.

#### Ruanda
Nel 2008 in Ruanda è entrato in vigore un bando completo dei sacchetti di plastica. Il governo ruandese ha incoraggiato anche altri paesi della regione a vietare i sacchetti di plastica, a partire dal 2011.

#### Somalia

##### Somaliland
I sacchetti di plastica sono stati vietati nell'autoproclamata Repubblica del Somaliland il 1º marzo 2005, dopo un periodo transitorio di 120 giorni che il governo aveva concesso al pubblico per sbarazzarsi delle proprie scorte. I sacchetti erano soprannominati in Somaliland "fiore di Hargeysa", poiché molti di loro finivano per essere lanciati in giro e rimanere incastrati negli alberi e negli arbusti, rappresentando un pericolo per il bestiame. Nel 2015 il divieto è stato ripetuto con un nuovo decreto presidenziale, prevedendo nuovamente un periodo di grazia di 120 giorni per eliminare le scorte. Per garantire l’attuazione del divieto, nel 2016 il governo ha costituito squadre di controllo. Almeno 1 000 uomini e donne in uniforme sono stati schierati nei principali mercati e centri commerciali. Il governo ha annunciato multe contro i trasgressori che continuano a vendere sacchetti di plastica nel Paese.

#### Sudafrica
I sacchetti di plastica costituivano una delle principali fonti di inquinamento ambientale in Sudafrica prima dell’introduzione della tassa sui sacchetti nel 2004. I sacchetti non sono mai stati vietati, ma è stata introdotta una tassa a carico del produttore dei sacchetti di plastica. Anche le buste di plastica più spesse vengono tassate e, sebbene questa mossa abbia inizialmente causato indignazione tra i consumatori e un iniziale calo dei volumi, l'utilizzo da parte dei consumatori è costantemente aumentato fino a raggiungere diversi miliardi di borse di plastica ogni anno.

#### Tanzania
La Tanzania ha introdotto piani per vietare i sacchetti di plastica fin dal 2006. Tuttavia, la sua ratifica è stata ritardata di oltre dieci anni e il divieto è finalmente entrato in vigore il 1º giugno 2019.

##### Zanzibar
Il governo rivoluzionario di Zanzibar ha vietato i sacchetti di plastica nel 2005.

#### Tunisia
La Tunisia ha introdotto il divieto di distribuzione di sacchetti di plastica nei supermercati a partire dal 1º marzo 2017. È stato firmato un accordo tra il Ministero degli Affari Locali e dell'Ambiente e le grandi catene di supermercati del Paese per attuare la prima fase di un processo volto a ridurre il consumo di sacchetti di plastica.

#### Uganda

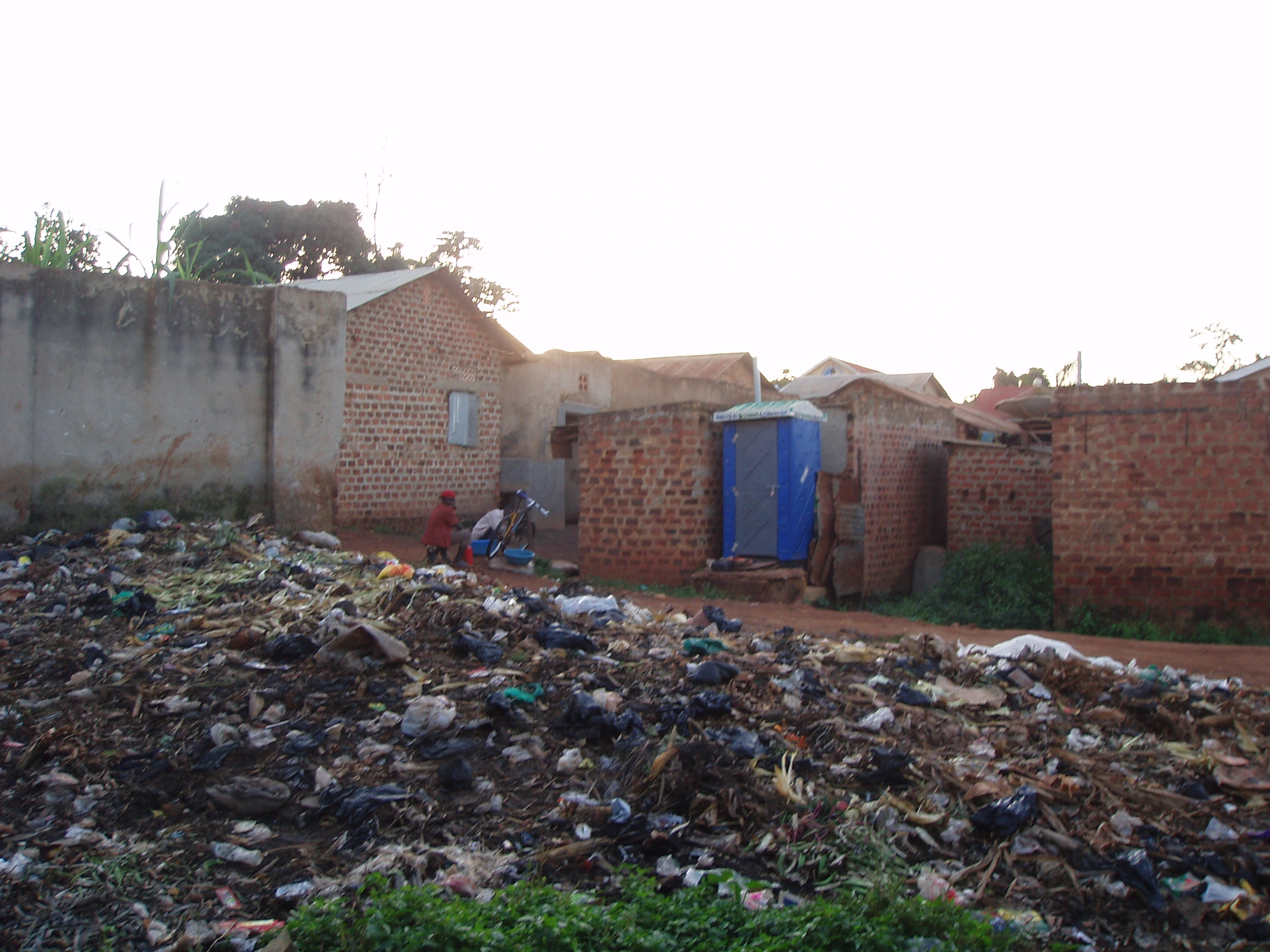
Un mucchio di spazzatura, dove sono ben visibili sacchetti di plastica, a Kampala, in Uganda

L'Uganda ha introdotto nel 2007 una legge per vietare la vendita di borse di plastica leggera sotto i 30 μm di spessore e tassare i sacchetti più spessi con un'aliquota punitiva del 120%. Sebbene le leggi siano entrate in vigore nel settembre dello stesso anno, non sono state applicate e non sono riuscite a ridurre in modo misurabile l’uso dei sacchetti di plastica.

### Asia

#### Bangladesh
Una legge molto severa è stata introdotta in Bangladesh nel 2002 dopo che le inondazioni causate dai sacchetti di plastica abbandonati hanno sommerso due terzi del paese in acqua tra il 1988 e il 1998. I sacchetti di plastica rimangono un grosso problema per il sistema fognario e i corsi d’acqua.

#### Cambogia
La Cambogia ha approvato una legge per imporre una tassa sui sacchetti di plastica nell’ottobre 2017. I supermercati ora fanno pagare ai clienti 400 Riel (10 centesimi di dollaro) per sacchetto di plastica.

#### Cina
Il 1º giugno 2008 in Cina è stato introdotto un divieto totale sui sacchetti di plastica ultrasottili e una tassa sui sacchetti di plastica. La legge è stata approvata a causa dei problemi della rete fognaria e della gestione dei rifiuti in generale. Un sondaggio del 2009 suggerisce che l’uso dei sacchetti di plastica è diminuito tra il 60 e l’80% nei supermercati cinesi e che sono stati utilizzati 40 miliardi di sacchetti in meno. Tuttavia, altre fonti suggeriscono che il divieto ha avuto un successo limitato e che l’uso dei sacchetti di plastica rimane prevalente. I venditori ambulanti e i negozi più piccoli, che costituiscono una parte significativa della vendita al dettaglio in Cina, non rispettano la politica, in parte a causa delle difficoltà nell’applicazione del divieto.

##### Hong Kong
Hong Kong vieta ai rivenditori di fornire gratuitamente borse di plastica inferiori a un certo spessore. Dal 1º aprile 2015 in tutta Hong Kong è stata applicata una tassa di 50 centesimi sui sacchetti di plastica. Dopo l'introduzione della tassa, l'uso dei sacchetti di plastica è diminuito del 90%.

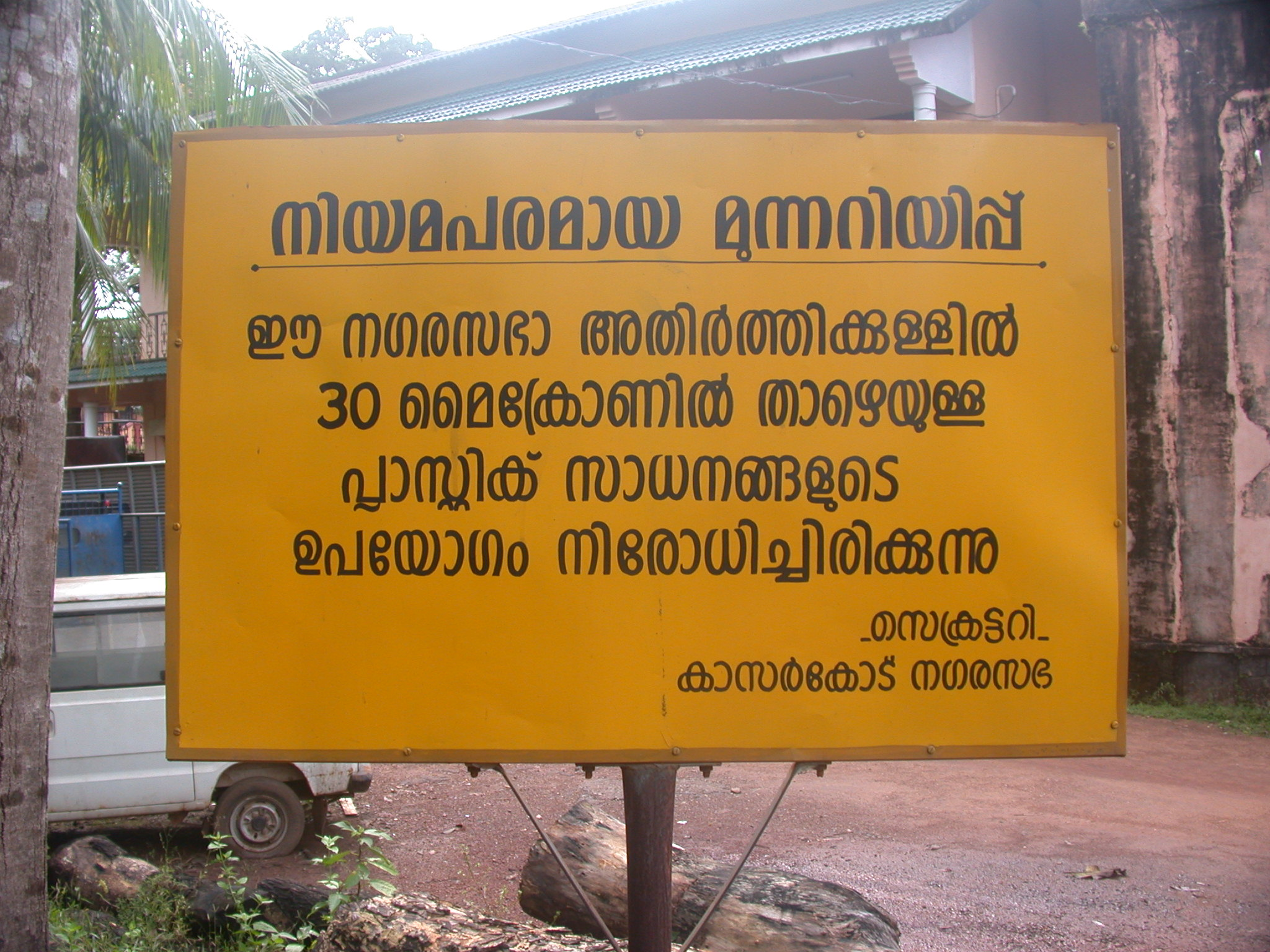
Un cartello che indica che i sacchetti di polietilene più sottili di 30 µm sono vietati a Kasaragod, Kerala, India.

#### India
Nel 2002 l'India ha vietato la produzione di sacchetti di plastica al di sotto dei 20 µm di spessore per evitare che i sacchetti di plastica intasino le reti fognarie e per evitare che le mucche dell'India ingeriscano i sacchetti di plastica scambiandoli per cibo. Tuttavia l’attuazione del divieto rimane problematica.
Il 18 marzo 2016 il Ministero dell'Ambiente, delle Foreste e dei Cambiamenti Climatici ha inoltre vietato tutti i sacchetti di polietilene con spessori inferiori a 50 micron. A causa della scarsa attuazione di questo regolamento, le autorità regionali (Stati e enti municipali) hanno dovuto attuare un proprio regolamento.
Nel 2016 il Sikkim, il primo stato indiano completamente biologico, ha vietato l'uso in qualsiasi riunione o ufficio governativa non solo di bottiglie di acqua potabile confezionate, ma anche di contenitori per alimenti realizzati in polistirene espanso in tutto lo stato.
L'Himachal Pradesh è stato il primo stato a vietare i sacchetti di plastica inferiori a 30 µm. Lo stato del Karnataka è stato il primo a bandire tutti i tipi di borse, striscioni, bandierine, nastri flessibili, piatti, bicchieri, cucchiai, pellicole trasparenti e tovaglie di plastica indipendentemente dallo spessore, compresi gli articoli realizzati in thermacol e materiali contenenti microsfere di plastica. Lo stato di Goa ha vietato i sacchetti fino a 40 µm di spessore, mentre la città di Mumbai ha vietato i sacchetti con spessore inferiore a 50 µm.
Il governo dello stato del Maharashtra ha bandito i sacchetti di plastica a partire dal 23 giugno 2018. Anche il governo statale del Tamil Nadu ha vietato la plastica a partire dal 1º gennaio 2019.

#### Indonesia
Dal 2016, il Ministero dell’Ambiente ha istituito l'obbligo di far pagare ai consumatori tra Rp.200 e Rp.5.000 per ogni sacchetto di plastica, compresi i sacchetti di plastica degradabili. Il denaro raccolto dalla tassa viene utilizzato come fondi pubblici per la gestione dei rifiuti insieme a organizzazioni non governative.
L'isola di Bali ha bandito la vendita di sacchetti di plastica, cannucce e contenitori in polistirolo monouso a partire da luglio 2019. Da allora anche altre grandi città, tra cui Giacarta, Surabaya, Bandung, Semarang e Bogor, hanno vietato i sacchetti di plastica monouso.

#### Israele
Da gennaio 2017, i supermercati e i grandi negozi sono tenuti a far pagare ai consumatori 0,10 NIS per ogni sacchetto di plastica. Il gettito fiscale è utilizzato per finanziare programmi pubblici di gestione dei rifiuti. Il consumo medio di sacchetti di plastica in Israele nel 2014 è stato di 275 pro capite all'anno, mentre a quattro mesi dall'entrata in vigore della legge, il numero di sacchetti di plastica usa e getta distribuiti dai rivenditori soggetti alla legge era diminuito dell'80%.

#### Filippine
Le Filippine sono il terzo paese al mondo per volume di plastica che finisce negli oceani, nonostante una legge sulla gestione dei rifiuti entrata in vigore 18 anni fa. Gli sforzi per limitare l'uso della plastica sono stati ostacolati dalla corruzione, dalla mancanza di volontà politica e dall’ampia accessibilità dei prodotti di plastica monouso.
Nel 2010, Muntinlupa è diventato il primo governo locale nella Regione Capitale Nazionale a vietare i sacchetti di plastica e il polistirolo nei negozi. Misure simili sono state poi intraprese dalle città di Las Piñas (2 gennaio 2012), Pasig (1º gennaio 2012), Quezon City (1º settembre 2012, bagagli a pagamento), Pasay (1º settembre 2012, bagagli a pagamento), Makati (30 giugno 2013) e Parañaque (giugno 2021).
Le città dell’area metropolitana di Manila che hanno ritardato l’imposizione di regolamenti e divieti includono Taguig, Caloocan, Malabon, Valenzuela, Navotas e San Juan, che ospitano centinaia di aziende produttrici di plastica e gomma.

#### Singapore
A Singapore i supermercati sono tenuti ad addebitare un'imposta sui sacchetti della spesa usa e getta di almeno 5 centesimi per sacchetto, dal 3 luglio 2023.

#### Taiwan
Nel gennaio 2003 Taiwan ha vietato la distribuzione gratuita di sacchetti di plastica leggeri. Molti negozi hanno sostituito la plastica con scatole di carta riciclata. Nel 2006, tuttavia, l'amministrazione ha deciso di iniziare a consentire l'offerta gratuita di sacchetti di plastica da parte degli operatori dei servizi di ristorazione. Nel febbraio 2018, Taiwan ha annunciato piani per vietare i sacchetti di plastica a vari livelli, divieto per l'uso nei negozi entro il 2019, divieto ad alcuni negozi di offrire borse entro il 2020, aumenti di prezzo a partire dal 2025, quindi divieto generale di sacchetti, utensili e contenitori monouso di plastica monouso dal 2030.

### Europa

#### Unione europea
Nel novembre 2013, la Commissione Europea ha pubblicato una proposta volta a ridurre il consumo di borse di plastica leggere con spessore inferiore a 50 micron lasciando liberi gli Stati membri di scegliere le misure più appropriate per scoraggiare l’uso dei sacchetti di plastica.
Il 29 aprile 2015 il Parlamento Europeo ha approvato la direttiva 2015/720, con l'obiettivo di ridurre l'uso dei sacchetti di plastica del 50% entro il 2017 e dell'80% entro il 2019.

##### Danimarca
Nel 2003, la Danimarca ha introdotto una nuova tassa per i negozi che distribuiscono sacchetti di plastica. Ciò ha incoraggiato i negozi a far pagare i sacchetti di plastica e ha spinto all’uso di sacchetti riutilizzabili. Nel 2004, una legge simile è stata approvata dall'Inatsisartut della Groenlandia. Nel 2014 la Danimarca aveva il più basso utilizzo di sacchetti di plastica in Europa, con 4 sacchetti per persona all’anno, rispetto ai 466 di Portogallo, Polonia e Slovacchia.

##### Germania
Dal 1º gennaio 2019 le aziende che intendono utilizzare i sacchetti monouso sono tenute a registrarsi presso il governo prima di distribuire i loro prodotti. Se non si conformano rischiano una multa fino a 200.000 euro e il divieto di vendere i loro prodotti. La legge stabilisce inoltre delle quote di riciclaggio che le aziende devono rispettare per evitare di essere multate. Nel 2019, il 36% dei sacchetti di plastica utilizzati per l'imballaggio doveva essere riciclato, ma questa percentuale è aumentata al 63% nel 2022. Il 9 febbraio 2021 è stata introdotta una modifica alla legge sugli imballaggi, che vieta tutta la plastica monouso, comprese le borse della spesa, a partire dal 1º gennaio 2022.

##### Grecia
Prima dell’introduzione di una tassa sui sacchetti di plastica, la Grecia produceva circa 4 miliardi di sacchetti di plastica monouso ogni anno. Sebbene in Grecia una persona media smaltisca oltre 300 sacchetti di plastica all’anno, solo il 10% di questi viene riciclato. Dal 1º gennaio 2018 è stata introdotta una tassa sui sacchetti in plastica, inizialmente di 4 centesimi a sacchetto, poi aumentata a 7 centesimi dal 1º gennaio 2019. Il 1º luglio 2021 la Grecia ha approvato un’ulteriore legge per scoraggiare l’uso della plastica monouso, che vieta ai commercianti di ordinare e vendere borse e contenitori in plastica monouso.

##### Irlanda
L'Irlanda ha introdotto una tassa di 0,15 euro a sacchetto nel marzo 2002. Questa ha portato il 90% dei consumatori a utilizzare borse riutilizzabili. Questa tassa mira a cambiare il comportamento dei consumatori pur consentendo loro di scegliere se vogliono pagare un costo aggiuntivo per i sacchetti di plastica. L'imposta è stata aumentata a € 0,22 nel 2007. Le entrate vengono destinate a un Fondo ambientale, che deve essere utilizzato per progetti ambientali; questa è una delle ragioni principali per cui i consumatori sostengono questa tassa. È stato condotto uno studio per esaminare come i consumatori hanno percepito la nuova tassa; il 60% degli intervistati si è dichiarato neutrale, il 14% l'ha valutata positivamente e il 26% negativamente.

##### Italia

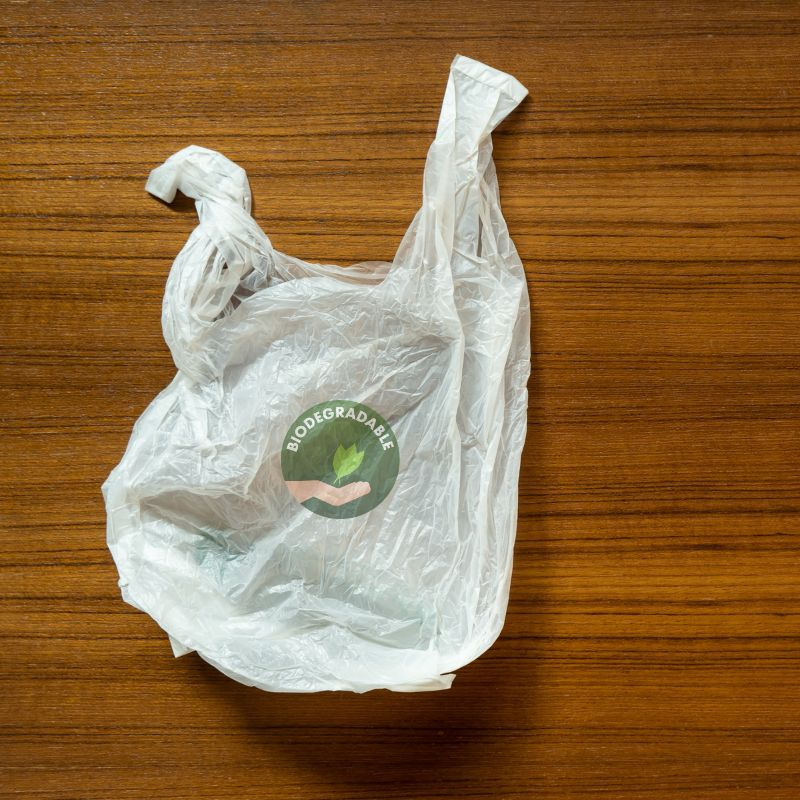
Una busta biodegradabile

Nel 2018 l'Italia ha bandito le shopper in plastica non biodegradabile e introdotto una tassa su queste. Nel corso degli anni il costo si è gradualmente abbassato. In media, una busta di plastica compostabile 20x40cm, si riesce ad acquistare all'ingrosso anche sotto i 4 centesimi di euro.

##### Paesi Bassi
Dal 1º gennaio 2016 i Paesi Bassi hanno proibito la distribuzione gratuita di sacchetti di plastica. Il divieto prevede un numero limitato di esenzioni per i prodotti alimentari non imballati esposti a possibile contaminazione, come la frutta fresca. Il prezzo indicativo per un sacchetto di plastica è di 0,25 €.

##### Polonia
Dal 1º gennaio 2018 è stata introdotta una tassa sui sacchetti di plastica monouso di almeno zł 0,25 (IVA inclusa), tuttavia i singoli negozi hanno facoltà di addebitare un importo maggiore. Il governo polacco ha stimato che la tassa porterà 1,1 miliardi di złoty al bilancio statale nel 2018. Inoltre, dalla vendita delle borse sono stati ricavati 250 milioni di złoty dal gettito IVA.

##### Portogallo
Il Portogallo ha implementato una tassa sui sacchetti di plastica pari a 0,10 euro sulle borse della spesa monouso, che ha portato a una riduzione del 90% del loro utilizzo. Molti rivenditori hanno iniziato a vendere borse di plastica riutilizzabili a maggior spessore, che non sono soggette a tassa, per lo stesso importo. Prima che il governo portoghese introducesse questa tassa sui sacchetti di plastica, alcuni supermercati portoghesi avevano già introdotto una tassa di 2 centesimi (€) su ciascun sacchetto di plastica. Nell’isola di Madera si è verificata una riduzione del 64% nel consumo di sacchetti di plastica.

##### Romania
Nel 2006 è stata istituita una tassa sui sacchetti di plastica non biodegradabili. Una modifica nel 2011 ha ridotto tale tassa ed è stata considerata da alcuni come un passo indietro rispetto alla tutela dell’ambiente. I sacchetti di plastica leggeri sono stati vietati dal 1º gennaio 2019.

##### Spagna
La Spagna ha introdotto una tassa sui sacchetti di plastica dal 1º luglio 2018 a livello nazionale. La Catalogna applicava invece un'analoga tassa fin dall'aprile 2017.

#### Moldavia
Il parlamento della Moldavia ha approvato una legge mirata alla graduale eliminazione dei sacchetti di plastica a partire da gennaio 2019, con un divieto totale che entrerà in vigore dal 1º gennaio 2021.

#### Serbia
La Serbia ha una introdotto una tassa per produttori e importatori di sacchetti di plastica e prevede di introdurre un bando completo sui sacchetti di plastica leggeri e un'imposta sui sacchetti biodegradabili al fine di ridurne l'uso a meno di 90 sacchetti a persona entro il 2019. I principali supermercati hanno iniziato a far pagare 2 dinari per ogni sacchetto nel 2018.

#### Svizzera
Nel 2016, le due più grandi catene di supermercati della Svizzera, la Federazione delle cooperative Migros e Coop, hanno annunciato che smetteranno progressivamente di distribuire gratuitamente i sacchetti di plastica. Entrambi i distributori hanno annunciato che i profitti della vendita dei sacchetti saranno investiti in progetti ambientali.
La Migros aveva sperimentato la misura già nel 2013 nel Canton Vaud riducendo del 90% la quantità di sacchetti di plastica distribuiti (e risparmiando 100.000 franchi all'anno).

#### Regno Unito
Il Climate Change Act del 2008 è servito da quadro legislativo per la regolamentazione dei sacchetti di plastica nel Regno Unito, che prevede un'apposita tassazione.
A partire dal 21 maggio 2021 la tassa per i sacchetti di plastica monouso nel Regno Unito è passata da 5p a 10p.
Nel luglio 2022 l'utilizzo dei sacchetti di plastica tra i principali rivenditori al dettaglio nel Regno Unito era diminuito del 97% dal 2014, con gran parte del calo verificatosi dopo l'introduzione della tariffa di 5 centesimi nel 2015.

##### Galles
Il Galles ha introdotto una tassa minima di 5 pence sui sacchetti monouso nell’ottobre 2011. La tassa si applica anche alle buste di carta e a quelle in materiali biodegradabili, così come a quelle di plastica, con solo alcune esenzioni specifiche, come per gli alimenti non confezionati o i medicinali forniti su prescrizione del Servizio Sanitario Nazionale. L'IVA prelevata dall'imposta viene riscossa dal governo. Ai rivenditori viene chiesto di devolvere il resto del ricavato ad enti di beneficenza. Le statistiche del luglio 2012 pubblicate dal governo gallese suggerivano che l'uso delle borse della spesa in Galles era diminuito del 96% dall'introduzione della tassa.

##### Irlanda del Nord
L’8 aprile 2013 l'Irlanda del Nord ha introdotto un’imposta di 5 pence sui sacchetti monouso. L'imposta è stata estesa alle borse della spesa riutilizzabili con un prezzo al dettaglio inferiore a 20 pence dal 19 gennaio 2014 poiché i dati di numerosi rivenditori hanno indicato che le vendite di borse riutilizzabili erano aumentate dell'800% dall'introduzione dell'imposta monouso borse. I proventi della tassa (4,17 milioni di sterline nel 2013/14) vengono versati al Dipartimento dell'Ambiente e utilizzati per finanziare progetti ambientali locali e far rispettare la tassa stessa. Statistiche ufficiali mostrano che il numero di sacchetti monouso distribuiti è sceso da circa 300 milioni nel 2012/13 a 84,5 milioni nel 2013/14, con una riduzione del 72%.

##### Scozia
Il 20 ottobre 2014 è entrata in vigore in Scozia una tassa minima di cinque pence per le borse della spesa monouso, ai sensi della legge sui cambiamenti climatici del 2009. I proventi della tassa possono essere utilizzati dai commercianti come ritengono opportuno, sebbene i rivenditori siano incoraggiati a impegnarsi a donare i proventi in beneficenza. L'addebito non riguarda esclusivamente i sacchetti di plastica, ma comprende anche i sacchetti biodegradabili e quelli di carta. La legge prevede specifiche eccezioni come ad esempio la vendita di alimenti non confezionati.

##### Inghilterra
L'Inghilterra è stata l'ultimo paese del Regno Unito ad adottare la tassa di 5 pence, il 5 ottobre 2015. Prima dell’introduzione delle normative sui sacchetti di plastica, vari rivenditori hanno partecipato ad azioni volontarie per ridurre il consumo di sacchetti di plastica.
A differenza del resto del Regno Unito, la tassa inglese non si applica ai sacchetti di carta o ai sacchetti realizzati con altri materiali. L'IVA sulle vendite è riscossa dal governo e i rivenditori possono scegliere come utilizzare il denaro raccolto dalla vendita. Il governo pubblica ogni anno informazioni sul programma, incoraggiando i rivenditori a donare i proventi a enti di beneficenza.
Nei primi 6 mesi di applicazione della legge sono stati devoluti in beneficienza 29,2 milioni di sterline proveniente dalla vendita dei sacchetti di plastica. Sono stati distribuiti 0,6 miliardi di borse monouso, 7 miliardi in meno rispetto a quelli distribuiti nel 2014.
Inizialmente i rivenditori con meno di 250 dipendenti erano esenti dalla tassa. Il 21 maggio 2021 è stata estesa a tutti i rivenditori e la tassa raddoppiata a 10 centesimi.

### Nord America

#### Bahamas
Il governo delle Bahamas ha vietato la plastica monouso (comprese le borse di plastica leggere) nel 2020, a seguito di una campagna del Bahamas Plastic Movement (BPM), un'organizzazione ambientalista senza scopo di lucro.

#### Canada
Nel marzo 2007, la piccola città di Leaf Rapids, Manitoba, è diventata la prima comunità del Nord America a vietare i sacchetti di plastica.
Il governo canadese ha pianificato di vietare la plastica monouso nel 2021, comprese cannucce di plastica, bastoncini di cotone, agitatori, piatti, posate e bastoncini per palloncini. L'attuazione del divieto è stata rinviata al 20 dicembre 2022 a causa della pandemia di COVID-19.
In Canada sono in vigore diversi regolamenti a livello locale.

#### Guatemala
Alcuni comuni del Guatemala, tra i quali San Pedro La Laguna, Acatenango, Villa Canales, San Miguel Petapa e Totonicapán, hanno bandito i sacchetti di plastica.

#### Giamaica
Il 17 settembre 2018, la Giamaica ha istituito il divieto totale di importazione, produzione, distribuzione e utilizzo di sacchetti di plastica monouso, a partire dal 1º gennaio 2019. La legge è stata emanata a seguito di problemi di smaltimento improprio che hanno portato all’intasamento degli scarichi e a costosi sforzi di pulizia. Hanno gradualmente introdotto i sacchetti di plastica monouso, la più recente delle quali è entrata in vigore il 1º gennaio 2021.

#### Messico
Non ci sono bandi a livello federale, ma sacchetti di plastica sono vietati nei seguenti stati: Bassa California, Città del Messico, Colima, Durango, Hidalgo, Michoacán, Morelos, Nayarit, Nuevo León, Oaxaca, Querétaro, Quintana Roo, Sonora, Tabasco, Veracruz, Yucatán e Zacatecas.

#### Panama
L'Assemblea legislativa di Panama ha approvato nel 2018 bando ai sacchetti di plastica a partire dal 20 luglio 2019, mentre i grossisti avevano tempo fino a gennaio 2020 per eliminare gradualmente le scorte esistenti.

#### Stati Uniti d'America

Eliminazione graduale dei sacchetti di plastica leggeri in tutto il mondo (le leggi approvate ma non ancora in vigore non sono mostrate sulla mappa). VERDE: bando GIALLO: tassazione
ARANCIONE: tassazione a livello volontario VIOLA: limitazioni locali

Negli Stati Uniti non è attualmente in vigore alcuna tassa o divieto sui sacchetti di plastica a livello federale. Tuttavia, gli stati della California, Connecticut (luglio 2021), Delaware (2021), Maine (gennaio 2021), New Jersey (maggio 2022), New York, Oregon, Vermont (luglio 2020) e Washington (2021) e i territori di Samoa americane, Guam (2021), Isole Marianne Settentrionali, Isole Vergini Americane e Porto Rico hanno vietato i sacchetti usa e getta. A settembre 2018, circa 350 contee e comuni avevano emanato ordinanze che imponevano una tassa sui sacchetti di plastica o li vietavano completamente, tra le quali tutte le contee delle Hawaii e 122 città del Massachusetts Invece alcuni stati, come la Florida e l'Arizona, hanno approvato leggi che impediscono ai comuni di implementare divieti locali.

### Oceania

#### Australia
Sebbene non vi sia un divieto a livello federale sui sacchetti di plastica, essi sono vietati in tutti gli stati e territori. Coles Bay, in Tasmania, è stata la prima località in Australia a vietare i sacchetti di plastica leggeri. L'introduzione del programma "Zero Waste" nell'Australia Meridionale ha portato al bando dei sacchetti leggeri nell'ottobre 2008. Si stima che ogni anno vengano risparmiati 400 milioni di sacchetti. L'Australia Occidentale e il Queensland li hanno vietati nel luglio 2018, mentre lo stato di Victoria ha introdotto un divieto nel novembre 2019.

#### Nuova Zelanda
Il 18 dicembre 2018, il governo laburista ha annunciato che tutte le borse della spesa in plastica, comprese quelle biodegradabili, compostabili e oxodegradabili, che hanno manici con uno spessore inferiore a 70 micron, saranno vietate a partire dal 1º luglio 2019. I rivenditori che non si conformano potrebbero incorrere in multe fino a NZD $ 100.000 (£ 51.000).
Dal 1º luglio 2023 sono proibiti i sacchetti e diversi altri oggetti monouso in plastica.

### Sud America

#### Argentina
Nel 2012, la città di Buenos Aires ha permesso ai supermercati di far pagare i sacchetti di plastica per scoraggiarne l’uso, cosa che ne avrebbe ridotto l’utilizzo del 50%. Nel 2016 la città ha annunciato il divieto totale della distribuzione di sacchetti di plastica nei supermercati e negli ipermercati, a partire dal 1º gennaio 2017.
Nel 2009 la provincia di Buenos Aires ha approvato la legge 13868, che imponeva che entro la fine di quell'anno tutti i sacchetti di plastica non biodegradabili venissero gradualmente eliminati a favore di materiali degradabili.
Anche altre province come Neuquén, Chubut, Río Negro e città come Rosario, Villa Gesell o Bariloche hanno vietato la distribuzione di sacchetti di plastica nei supermercati.

#### Cile
Nel maggio 2018, la Camera dei Rappresentanti ha votato per l’eliminazione graduale dei sacchetti di plastica dai rivenditori a livello nazionale. Nell’agosto 2018, la legislazione è stata approvata dal Congresso e dal Presidente, rendendo il Cile il primo paese dell’America Latina a vietare i sacchetti di plastica. A partire dal 3 agosto 2018 per ogni acquisto non potevano essere dati più di due sacchetti di plastica mentre, sei mesi dopo, è entrato il vigore il divieto per supermercati e grandi attività di vendita al dettaglio di fornire sacchetti di plastica. Dal 3 agosto 2020 il divieto totale ha iniziato ad applicarsi anche alle piccole imprese. Il ministro dell'Ambiente Carolina Schmidt ha affermato che si ritiene che la legge abbia eliminato l'uso di miliardi di sacchetti di plastica.
Prima del divieto nazionale esistevano norme simili a livello regionale. Infatti, nel 2017, circa 80 comuni avevano già limitato o proibito la distribuzione dei sacchetti di plastica.

#### Colombia
La Colombia prevede di ridurre l'uso dei sacchetti di plastica dell'80% entro il 2020 e di eliminarne l'uso entro il 2025. Il 29 aprile 2016 il Ministero dell’Ambiente ha approvato una delibera che vieta i sacchetti di plastica di dimensioni minori di 30  cm per 30 cm.
Dal 1º luglio 2017, il governo colombiano applica una tassa di 20 pesos per ogni sacchetto di plastica, cifra destinata a crescere di 10 pesos l'anno fino al 2020.

#### Uruguay
Nel 2018, il Parlamento uruguaiano ha approvato la legge n. 19655 che vieta la produzione, l’importazione e la commercializzazione di tutte le borse di plastica monouso non biodegradabili. A partire dal 1º luglio 2019 sono ammessi per uso commerciale solo i sacchetti biodegradabili, con una tassa di 4 pesos a sacchetto. Secondo le agenzie governative, pochi giorni dopo l’approvazione della legge, l’uso dei sacchetti di plastica è diminuito dell’80%, segnando un enorme successo per la normativa.